# ایان کرنر
ایان کرنر (انگلیسی: Ian Kerner)، نویسنده، مشاور جنسی و روان درمان اهل ایالات متحده آمریکا است. وی در زوج درمانی تخصص دارد.

## کتاب‌ها
- [۲][۶]She Comes First
- [۶]So Tell Me About the Last Time You Had Sex
- [۶]Passionista
- [۲]He Comes Next
- [۲]Be Honest

## سخنرانی‌ها
از وی به‌عنوان یک متخصص، در رسانه‌های مختلف از جمله نیویورک تایمز، اکونومیست، NPR و... نقل قول می‌شود. وی به طور منظم در مورد موضوعات جنسی در CNN Health مشارکت می‌کند. وی همچنین به طور مکرر در مورد موضوعات مرتبط با رابطه جنسی و روابط سخنرانی می‌کند و اخیراً در دانشگاه نیویورک، ییل، پرینستون، موسسه آکرمن و سمپوزیوم شبکه روان‌درمانی حضور داشته است.

## زندگی شخصی
ایان در نیویورک متولد شده و هم اکنون نیز به همراه همسر و دو پسرش در این شهر زندگی می‌کند.